# Palaeorhiza wisselmerenensis
Palaeorhiza wisselmerenensis is een vliesvleugelig insect uit de familie Colletidae. De wetenschappelijke naam van de soort is voor het eerst geldig gepubliceerd in 1975 door Hirashima.